# Dancing on My Own
"Dancing on My Own" är en låt framförd av Robyn. Låten, som är skriven av Robyn och Patrik Berger, släpptes som singel den 1 juni 2010 i USA och den 14 juni 2010 i Europa. Singeln nådde första plats på Sverigetopplistan.
Dancing on My Own är ledande singel för albumet Body Talk Pt. 1. Den har blivit nominerad för en Grammy i kategorin "Best Dance Recording" tillsammans med bland andra Dance in the Dark (Lady GaGa) och Only Girl (In the World) (Rihanna). Dancing on My Own premiärframfördes live på Sommarkrysset i TV4 5 juni 2010. 
Den 17 juli 2010 fanns låten på plats tre på Hot Dance Club Songs i USA. Låten fick 2011 även en Grammis för "Årets låt" 2010.
Låten hamnade på tredje plats när musiktidningen Pitchfork 2019 listade 2010-talets 200 bästa låtar och på första plats när Rolling Stone listade 2010-talets bästa låtar. 2024 rankades låten av musikexperter i P3 som den bästa låten någonsin i projektet P300.

### Fotnoter
1. ↑  Swedish Charts: "Dancing on My Own"
2. ↑  Grammy Awards 2010: Final Nominations List Arkiverad 14 december 2010 hämtat från the Wayback Machine.  PDF
3. ↑  ”Dance Club Songs 17 juli 2010” (på engelska). Billboard. http://www.billboard.com/charts/dance-club-play-songs/2010-07-17. Läst 19 juni 2017.
4. ↑  ”Robyn blev Grammisgalans drottning”. Aftonbladet. 17 januari 2011. http://www.aftonbladet.se/nojesbladet/article12492887.ab. Läst 1 maj 2011.
5. ↑  ””Dancing on my own” tredje bäst på 2010-talet”. Sydsvenskan. https://www.sydsvenskan.se/2019-10-09/dancing-on-my-own-tredje-bast-pa-2010-talet. Läst 9 oktober 2019.
6. ↑  ”Robyns hit utnämnd till decenniets bästa låt”. DN.SE. 5 december 2019. https://www.dn.se/kultur-noje/robyns-hit-utnamnd-till-decenniets-basta-lat/. Läst 5 december 2019.
7. ↑  ”P300”. P3. Sveriges Radio. https://sverigesradio.se/p300. Läst 20 september 2024.